# Rustia schunkeana
Rustia schunkeana är en måreväxtart som beskrevs av Piero G. Delprete. Rustia schunkeana ingår i släktet Rustia och familjen måreväxter. Inga underarter finns listade i Catalogue of Life.